# Chirothecia semiornata
Chirothecia semiornata är en spindelart som beskrevs av Simon 1901. Chirothecia semiornata ingår i släktet Chirothecia och familjen hoppspindlar. Inga underarter finns listade i Catalogue of Life.